# Símbolo de Schläfli

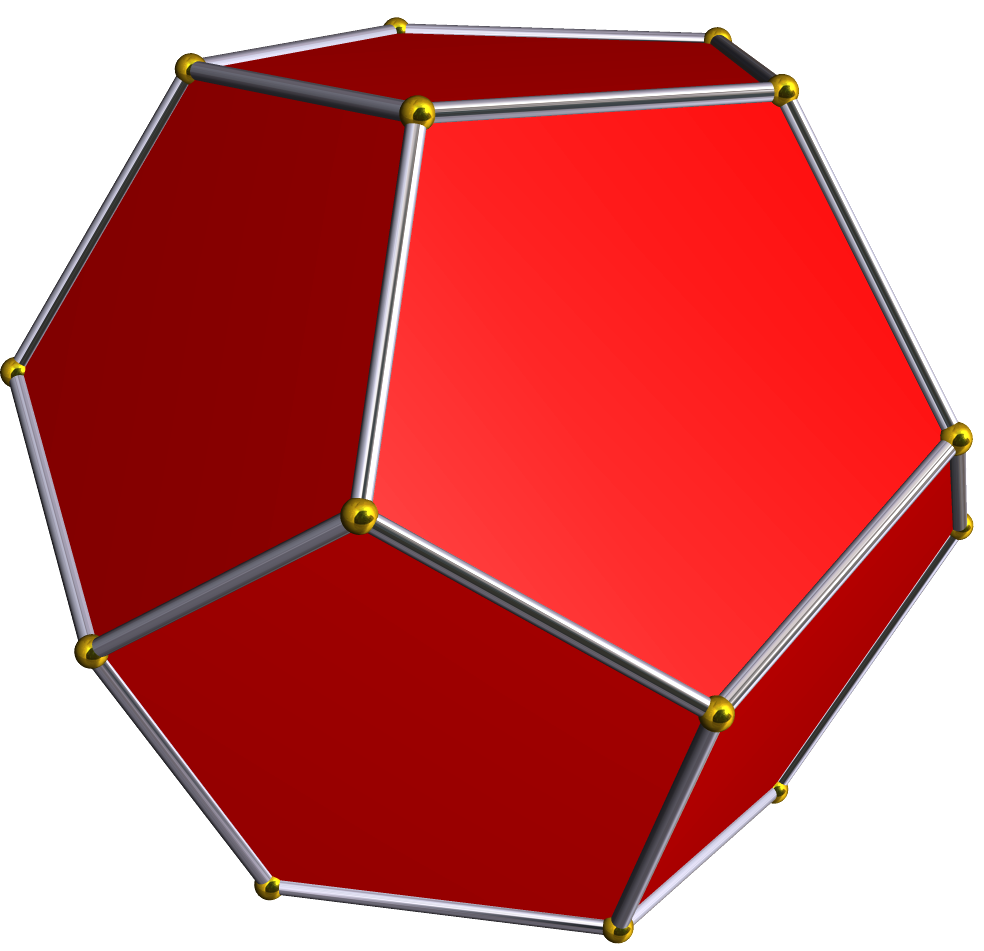
The dodecahedron is a regular polyhedron with Schläfli symbol {5,3}, having 3 pentagons around each vertex.

Em geometria, o símbolo de Schläfli é uma notação simples da forma {\displaystyle \scriptstyle \{p,\,q,\,r,\,...,\,w\},} que proporciona um resumo de algumas propriedades importantes de um polítopo regular ou de uma tesselação (pavimentação) regular. Deve o seu nome ao matemático suíço Ludwig Schläfli (1814-1895), que fez importantes contribuições na área da geometría e em outras áreas da matemática.

## Descrição
O símbolo de Schläfli é uma descrição recursiva. Começando com um polígono regular de {\displaystyle \scriptstyle p\,} lados com o símbolo {\displaystyle \scriptstyle {p}\,}. Por exemplo, {\displaystyle \scriptstyle \{3\}} é o triângulo equilátero, {\displaystyle \scriptstyle \{4\}} é o quadrado, {\displaystyle \scriptstyle \{5\}} é o pentágono regular, etc.
Um poliedro regular, que tem faces regulares de {\displaystyle \scriptstyle p\,} lados, {\displaystyle \scriptstyle q\,} em torno de cada vértice, representa-se por {\displaystyle \scriptstyle \{p,\,q\}}. Por exemplo, o cubo tem {\displaystyle \scriptstyle 6} quadrados {\displaystyle \scriptstyle \{4\}}, {\displaystyle \scriptstyle 3} em torno de cada vértice e representa-se por {\displaystyle \scriptstyle \{4,\,3\}}.
Um {\displaystyle \scriptstyle 4}–polítopo (de quatro dimensões) com células poliédricas {\displaystyle \scriptstyle \{p,\,q\}}, {\displaystyle \scriptstyle r} em torno de cada vértice representa-se por {\displaystyle \scriptstyle \{p,\,q,\,r\}}. O hipercubo de quatro dimensões, por exemplo, é {\displaystyle \scriptstyle \{4,\,3,\,3\}}.
Em geral, um polítopo {\displaystyle \scriptstyle n}–dimensional é formado de faces {\displaystyle \scriptstyle n}–dimensionais, {\displaystyle \scriptstyle \{p,\,q,\,r,...,\,v\}}, {\displaystyle \scriptstyle w} em torno de cada vértice, e desta maneira o seu símbolo é {\displaystyle \scriptstyle \{p,\,q,\,r,...,\,v,\,w\}}.
Para certos fins, o símbolo de um segmento de reta unitário é {\displaystyle \scriptstyle \{\,\}}.
Os polítopos regulares podem ter elementos que sejam polígonos estrelados, cujo símbolo é {\displaystyle \scriptstyle \left\{{\tfrac {p}{s}}\right\}}. A fração {\displaystyle \scriptstyle {\tfrac {p}{s}}} deve ser irredutível, ou seja, {\displaystyle \scriptstyle p} e {\displaystyle \scriptstyle q} devem ser primos relativos. Assim, por exemplo, {\displaystyle \scriptstyle \left\{{\tfrac {8}{3}}\right\}} representa uma estrela de {\displaystyle \scriptstyle 8} vértices, tomados de {\displaystyle \scriptstyle 3} em {\displaystyle \scriptstyle 3}. Outro exemplo é o grande dodecaedro estrelado {\displaystyle \scriptstyle \left\{{\tfrac {5}{2}},\,3\right\}} que é formado por {\displaystyle \scriptstyle 12} pentagramas {\displaystyle \scriptstyle \left\{{\tfrac {5}{2}}\right\}}, {\displaystyle \scriptstyle 3} en torno de cada vértice.
Um polítopo regular tem um polítopo dual, representado pelos elementos de símbolo de Schläfli em ordem inversa. Um polítopo regular autodual terá um símbolo de Schläfli simétrico.
A face de um polítopo regular {\displaystyle \scriptstyle \{p,\,q,\,r,\,...,\,v,\,w\}} é {\displaystyle \scriptstyle \{p,\,q,\,r,\,...,\,v\}}.
Cada polítopo regular {\displaystyle \scriptstyle \{p,\,q,\,r,\,...,\,w\}} tem uma figura de vértice regular {\displaystyle \scriptstyle \{q,\,r,\,...,\,w\}}. Comummente, supõe-se que a figura de vértice é um polítopo finito, mas por vezes pode considerar-se como uma tesselação. 

## Grupos de simetria
Um símbolo de Schläfli {\displaystyle \scriptstyle \{p,\,q,\,r,\,...,\,w\}} está estreitamente relacionado com os grupos de simetria de reflexão, também chamados grupos de Coxeter, formado com os mesmos índices, mas em lugar de chaves, colchetes: {\displaystyle \scriptstyle [\,p,\,q,\,r,\,...,\,w\,]}. Muitas vezes dá-se o mesmo nome a esses grupos que aos polítopos regulares que geram. Por exemplo {\displaystyle \scriptstyle [3,\,4]} é o grupo de Coxeter para a simetria octaédrica (Oh).

## Polítopos

### Polígonos
O símbolo de Schläfli de um polígono de n lados é {n}, por exemplo, o pentágono expressa-se como {5}. As tesselações dos polígonos podem ser expressas como números quebrados, por exemplo, o pentagrama expressa-se {5/2}

### Poliedros
O de um poliedro é {p,q}, se as faces são p-gonos e cada vértice está rodeado por q faces. Note-se que o símbolo de Schläfli não está bem definido para poliedros que não são suficientemente regulares (como o prisma).

O Icosaedro tem faces com 3 lados e vértices em que convergem 5 faces: {3,5}.

Os símbolos de Schläfli para os sólidos platónicos são:
1. para o tetraedro : {3,3}
2. para o cubo : {4,3}
3. para o octaedro : {3,4}
4. para o dodecaedro : {5,3}
5. para o icosaedro : {3,5}

É interesante notar como os últimos quatro sólidos têm os seus símbolos invertidos entre si (o cubo com o octaedro e o dodecaedro com o icosaedro), enquanto o tetraedro está invertido em relação a si mesmo.
Os símbolos de Schläfli podem definir-se também para tesselações regulares do espaço euclidiano ou hiperbólico de modo similar. Por exemplo, uma tesselação hexagonal pode expressar-se {6,3}.

A tesselação hexagonal consta de vértices onde convergem 3 hexágonos: {6, 3}.

Ocasionalmente, o símbolo de Schläfli define-se com frações. Por exemplo, há várias instâncias de 5/2 na lista de politopos regulares. O símbolo {p/q} significa uma figura no plano com p vértices onde cada q-ésimo vértice está conectado. Portanto, 5/2 é uma forma de estrela de cinco pontas (pentagrama).
O símbolo de Schläfli dos cuatro sólidos de Kepler-Poinsot (poliedros regulares côncavos) é: 
1. Pequeno dodecaedro estrelado : {5/2,5}
2. Grande dodecaedro : {5,5/2}
3. Grande dodecaedro estrelado : {5/2,3}
4. Grande icosaedro ; {3,5/2}

### Politopos de ordem superior
Para politopos com um número de dimensões maior, o símbolo de Schläfli define-se recursivamente como {p1,p2,...,pn-1} se as faces tiverem símbolo de Schläfli {p1,p2,...,pn-2} e as figuras de vértice tiverem símbolo de Schläfli {p2,p3,...,pn-1}.
O símbolo de Schläfli de um segmento de linha é {}. Se um politopo tiver símbolo de Schläfli {p1,p2,...,pn-1} então o seu politopo dual terá símbolo de Schläfli {pn-1,...,p2,p1}.

## História
Este símbolo deve o seu nome ao matemático suíço do século XIX Ludwig Schläfli (1814-1895), que fez contribuições fundamentais em geometria multidimensional.